# Tomasz Bobel
Tomasz Bobel (Wrocław, 29 de dezembro de 1974) é um futebolista polonês. Joga atualmente no Bayer Leverkusen.